# Монсегюр (коммуна)
Монсегю́р (фр. Montségur) — коммуна во Франции, находится в регионе Юг — Пиренеи. Департамент коммуны — Арьеж. Входит в состав кантона Лавлане. Округ коммуны — Фуа.
Код INSEE коммуны — 09211.

## Население
Население коммуны на 2008 год составляло 108 человек.
| 1962 | 1968 | 1975 | 1982 | 1990 | 1999 | 2006 | 2008 |
| ---- | ---- | ---- | ---- | ---- | ---- | ---- | ---- |
| 97   | 167  | 143  | 131  | 124  | 117  | 109  | 108  |

## Экономика
В 2007 году среди 66 человек в трудоспособном возрасте (15—64 лет) 42 были экономически активными, 24 — неактивными (показатель активности — 63,6 %, в 1999 году было 70,3 %). Из 42 активных работали 39 человек (24 мужчины и 15 женщин), безработными были 3 мужчин. Среди 24 неактивных 2 человека были учениками или студентами, 12 — пенсионерами, 10 были неактивными по другим причинам.

## Фотогалерея

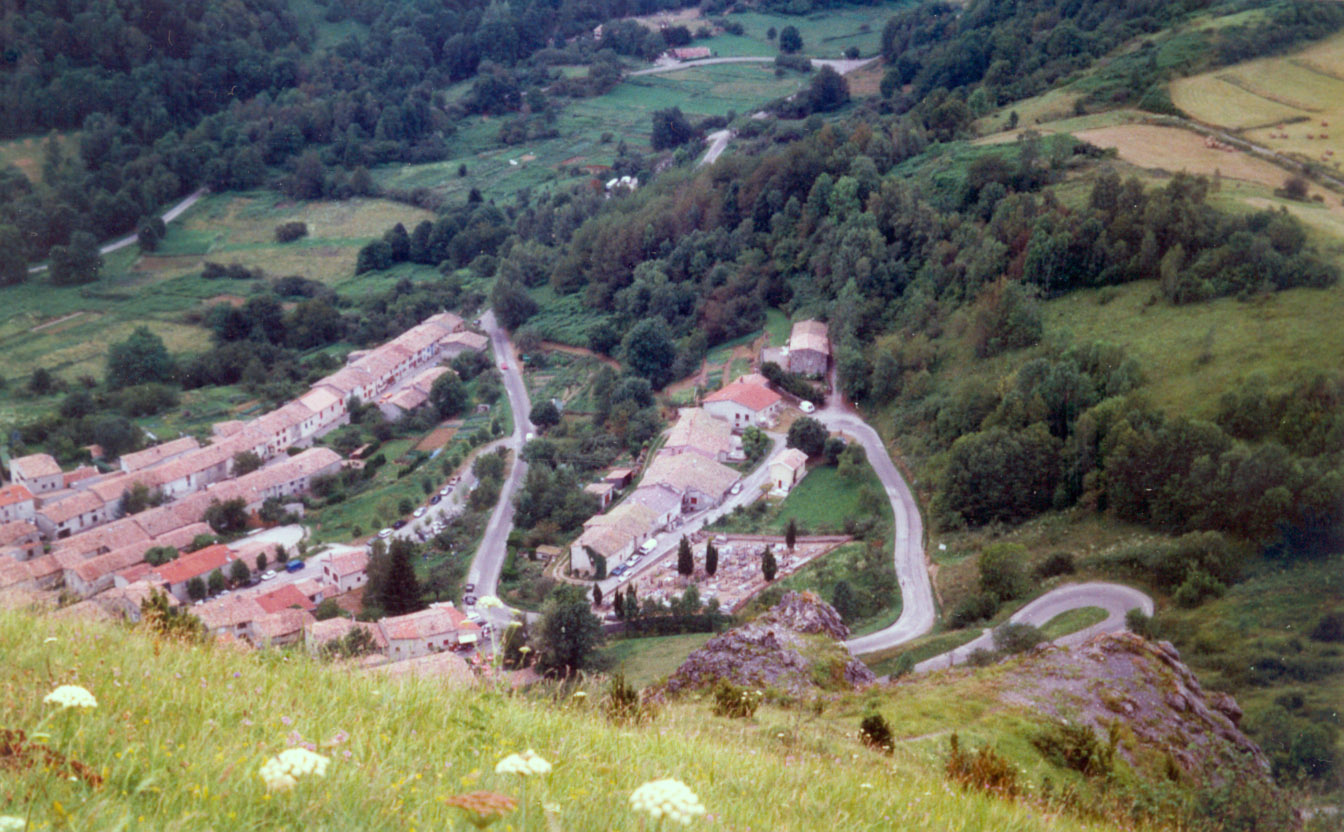
Монсегюр
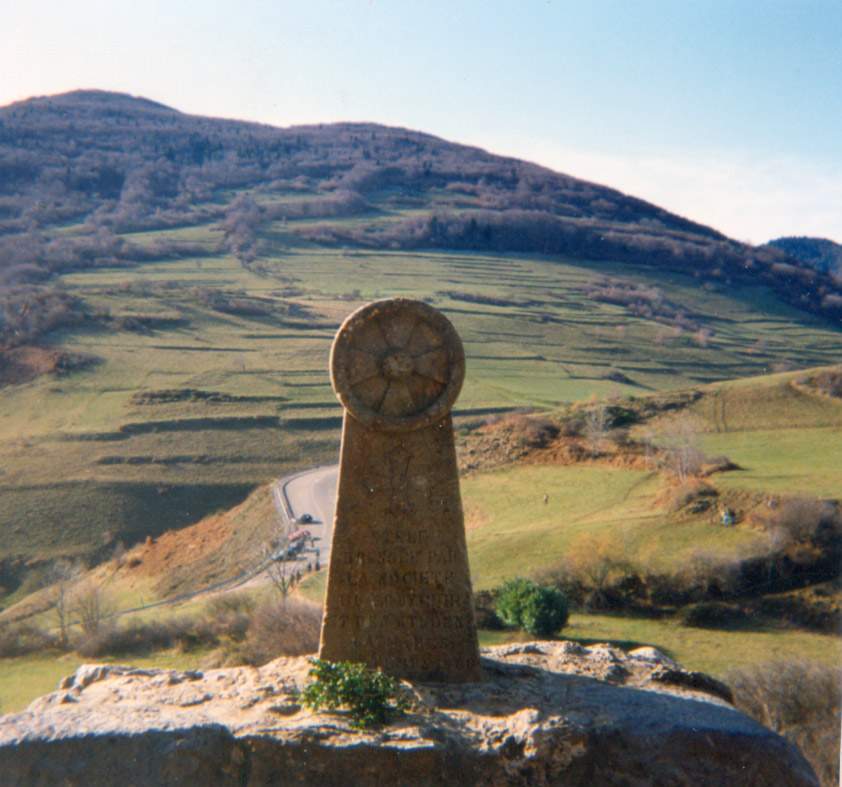
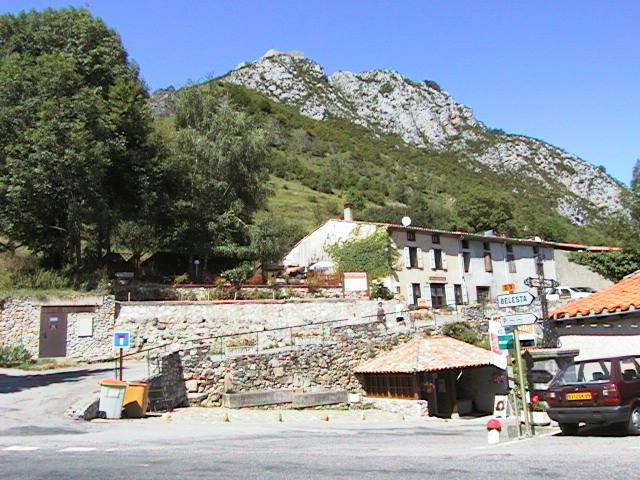